# Simone Reuthal
Simone Reuthal, geb. Heppner (* 27. September 1979 in Hanau), ist eine deutsche Radio- und Fernsehmoderatorin.

## Beruf
Simone Reuthal wurde 2001 bekannt, als sie die Sendung Hot35 beim hessischen Jugendsender Planet Radio präsentierte. Zusätzlich war sie als (Sport-)Reporterin beim Muttersender Hitradio FFH tätig. Im August 2001 begann zudem ihre Fernsehkarriere als erste Moderatorin des damals neuen Musiksenders MTV2 Pop, deutscher Ableger des privaten Senders MTV. Sie leitete hier die zweistündige Dance-Chartshow ODC 40 (später New Yorker ODC 40), die sich nach den New Yorker Official Dance Charts richtete und bis dahin das Programm dominierte.
Von 2003 bis 2011 war sie im ZDFtivi in der Sendung Tabaluga tivi zu sehen, zunächst als Moderatorin, nach der Babypause im Jahr 2005 war sie ab 2006 als Außenreporterin tätig. 2007  führte sie zusammen mit Norbert König durch die 5-teilige Sendung Abenteuer Action im KiKA. 2009 und 2010 moderierte sie mit Jogi Brischke die 5-teilige Sendung Tabaluga-Abenteuer-Team im KiKA. Nach dem großen Finale von Dein Song führte Reuthal als Reporterin noch kurz durch die Sendung. Am 8. Mai 2010 startete im ZDFtivi die neue Familienshow 4 gegen Arktos bei Tabaluga tivi, von der aber 2011 keine neuen Folgen produziert wurden.
Von Oktober 2011 bis 2018 moderierte Reuthal für den Radiosender planet more music radio die Morningshow. Seit 2018 moderiert sie bei hr1.

### Fernsehen
- 4 gegen Arktos (Moderatorin der Familienshow, 2010 im ZDFtivi und im KiKA)
- Dein Song (Backstage-Reporterin der Finalshow von Dein Song, 2009 im ZDFtivi und im KiKA)
- Tabaluga tivi (2003–2005 als Moderatorin, 2006–2011 als Außenreporterin)
- Tabaluga-Abenteuer-Team (5-teilige Abenteuer-Show zusammen mit Jogi Brischke, 2009/2010 auf KiKA)
- Abenteuer Action (5-teilige Sport-Show zusammen mit Norbert König, 2007 auf KiKA)
- MTV2 Pop VJ (6/2001–2003)

## Familie
Simone Reuthal ist verheiratet und wohnt mit ihrem Mann und ihren zwei Kindern (* November 2005, * Dezember 2010) in Nidderau.